# Выборы губернатора Астраханской области (2019)
Выборы губернатора Астраханской области состоялись в Астраханской области 8 сентября 2019 года в единый день голосования. Губернатор избирался сроком на 5 лет. Победу в первом туре одержал временно исполняющий обязанности губернатора Игорь Бабушкин.

## Предшествующие события
Предыдущие выборы губернатора Астраханской области прошли в 2014 году. На них с результатом 75,28% голосов победил Александр Жилкин, руководивший регионом с 2004 года.
26 сентября 2018 года Президент РФ Владимир Путин принял отставку Жилкина по собственному желанию. Временно исполняющим обязанности губернатора назначен Сергей Морозов.
18 декабря Дума Астраханской области приняла поправки к Закону Астраханской области «О выборах Губернатора Астраханской области», благодаря которым была введена процедура самовыдвижения.
5 июня 2019 года Морозов подал в отставку с поста временно исполняющего обязанности губернатора по собственному желанию, которая была принята Президентом Путиным в тот же день. Временно исполняющего обязанности губернатора назначен Игорь Бабушкин.

## Ключевые даты
- 4 июня Дума Астраханской области назначила выборы на 8 сентября 2019 года (единый день голосования)[6].
- 5 июня
  - постановление о назначении выборов было опубликовано[6].
  - опубликован расчёт числа подписей депутатов, необходимых для регистрации кандидата[7].
  - опубликован расчёт числа подписей избирателей, необходимых для регистрации кандидата, выдвинутого в порядке самовыдвижения[8].
- с 5 июня по 5 июля — период выдвижения кандидатов[6].
  - агитационный период начинается со дня выдвижения кандидата и прекращается за одни сутки до дня голосования.
- с 15 по 24 июля — представление документов для регистрации кандидатов, к заявлениям должны прилагаться листы с подписями муниципальных депутатов[6].
  - в течение 10 дней после принятия документов для регистрации — принятие решения о регистрации кандидата либо об отказе в регистрации[6].
- с 10 августа по 6 сентября — проведение агитации в СМИ[6].
- 7 сентября — день тишины.
- 8 сентября — день голосования.

## Выдвижение и регистрация кандидатов
В Астраханской области кандидаты могут выдвигаться политическими партиями, имеющими право участвовать в выборах, или в порядке самовыдвижения. Кандидаты, выдвинутые в порядке самовыдвижения, должны представить подписи 1 % избирателей, зарегистрированных на территории области. По расчёту избиркома, каждый самовыдвиженец должен собрать для регистрации от 7343 до 8077 подписей избирателей.
Каждый кандидат при регистрации должен представить список из трёх человек, один из которых, в случае избрания кандидата, станет представителем правительства региона в Совете Федерации.

### Муниципальный фильтр
В Астраханской области кандидаты должны собрать подписи 7 % депутатов представительных органов муниципальных образований и (или) избранных на выборах глав муниципальных образований. Среди них должны быть подписи депутатов представительных органов районов и городских округов и (или) избранных на выборах глав районов и городских округов в количестве 7 % от их общего числа. Кроме того, кандидат должен получить подписи не менее чем в трёх четвертях районов и городских округов. По расчёту избиркома, каждый кандидат должен собрать от 121 до 127 подписей депутатов всех уровней и глав муниципальных образований, из которых от 21 до 23 — депутатов представительных органов и (или) глав не менее чем 10 районов и городских округов области.

## Кандидаты
| Кандидат           | Должность (на момент выдвижения) | Субъект выдвижения                         | Статус | Кандидаты в Совет Федерации                  |
| ------------------ | --- | ------------------------------------------ | --- | -------------------------------------------- |
| Николай Арефьев    | депутат Государственной думы, первый заместитель председателя Комитета по экономической политике, промышленности, инновационному развитию и предпринимательству | КПРФ                                       | зарегистрирован                                                                                               |                                              |
| Игорь Бабушкин     | временно исполняющий обязанности губернатора Астраханской области                                                                                               | Самовыдвижение                             | зарегистрирован                                                                                               | Александр Башкин Сергей Кодюшев Леонид Огуль |
| Зинаида Болтик     | менеджер ИП Мохов К. К. | Самовыдвижение                             | отказано в регистрации (не представлены документы для регистрации)                                            |                                              |
| Григорий Галямов   | временно неработающий | Самовыдвижение, член «Единой России»       | отказано в регистрации (не представлены документы для регистрации)                                            |                                              |
| Игорь Гурбо        | пенсионер | Самовыдвижение                             | отказано в регистрации (не представлены документы для регистрации)                                            |                                              |
| Герман Даниленко   | заместитель директора АУ АО «Многофункциональный центр предоставления государственных и муниципальных услуг»                                                    | Самовыдвижение                             | отказано в регистрации (не представлены документы для регистрации)                                            |                                              |
| Герман Докучаев    | пенсионер | Самовыдвижение, член РОТ ФРОНТ             | отказано в регистрации (не представлены документы для выдвижения и регистрации)                               |                                              |
| Дмитрий Еминцев    | временно неработающий | Самовыдвижение                             | отказано в регистрации (не представлены документы для регистрации)                                            |                                              |
| Андрей Иванцов     | торговый представитель ООО ПКФ «Союзтелекабель» | ПСР                                        | отказано в регистрации (не представлены документы для выдвижения и регистрации, не создан избирательный фонд) |                                              |
| Александр Михайлов | индивидуальный предприниматель | Самовыдвижение                             | отказано в регистрации (не представлены документы для регистрации)                                            |                                              |
| Галина Морозова    | директор ООО «Олимп» | Самовыдвижение                             | отказано в регистрации (не представлены документы для регистрации)                                            |                                              |
| Кубай Нуехов       | индивидуальный предприниматель | Самовыдвижение, член «Единой России»       | отказано в регистрации (не представлены документы для регистрации)                                            |                                              |
| Максим Соколов     | временно неработающий | Самовыдвижение                             | отказано в регистрации (не представлены документы для регистрации)                                            |                                              |
| Сергей Сычев       | пенсионер | Партия пенсионеров                         | зарегистрирован                                                                                               |                                              |
| Олег Шеин          | депутат Государственной думы | Самовыдвижение, член «Справедливой России» | отказано в регистрации (не представлены документы для регистрации)                                            |                                              |
| Тимофей Щербаков   | депутат Думы Астраханской области, руководитель фракции | ЛДПР                                       | зарегистрирован                                                                                               |                                              |

## Результаты
10 сентября Избирательная комиссия Астраханской области подвела окончательные результаты выборов. Губернатором избран Игорь Бабушкин. 17 сентября Бабушкин вступил в должность губернатора и 18 сентября переназначил членом Совета Федерации Александра Башкина.
| Место                                    | Место                                    | Кандидат                                 | Партия                                   | Голосов | %       |
| ---------------------------------------- | ---------------------------------------- | ---------------------------------------- | ---------------------------------------- | ------- | ------- |
|                                          | 1.                                       | Игорь Бабушкин                           | Самовыдвижение                           | 185 543 | 75,63 % |
|                                          | 2.                                       | Николай Арефьев                          | КПРФ                                     | 28 969  | 11,81 % |
|                                          | 3.                                       | Тимофей Щербаков                         | ЛДПР                                     | 12 573  | 5,13 %  |
|                                          | 4.                                       | Сергей Сычев                             | Партия пенсионеров                       | 11 819  | 4,82 %  |
|                                          |                                          |                                          |                                          |         |         |
| Действительных бюллетеней                | Действительных бюллетеней                | Действительных бюллетеней                | Действительных бюллетеней                | 238 904 | 97,38 % |
| Недействительных бюллетеней              | Недействительных бюллетеней              | Недействительных бюллетеней              | Недействительных бюллетеней              | 6416    | 2,62 %  |
| Всего                                    | Всего                                    | Всего                                    | Всего                                    | 245 320 | 100 %   |
|                                          |                                          |                                          |                                          |         |         |
| Число бюллетеней, выданных на участке    | Число бюллетеней, выданных на участке    | Число бюллетеней, выданных на участке    | Число бюллетеней, выданных на участке    | 230 902 | 94,03 % |
| Число бюллетеней, выданных вне помещения | Число бюллетеней, выданных вне помещения | Число бюллетеней, выданных вне помещения | Число бюллетеней, выданных вне помещения | 14 669  | 5,97 %  |
|                                          |                                          |                                          |                                          |         |         |
| Явка                                     | Явка                                     | Явка                                     | Явка                                     | 245 571 | 33,52 % |
| Число избирателей                        | Число избирателей                        | Число избирателей                        | Число избирателей                        | 732 517 | 100 %   |